# Comun Nuovo
Comun Nuovo es una localidad y comune italiana de la provincia de Bérgamo, región de Lombardía, con 3.615 habitantes.

## Evolución demográfica
| Gráfica de evolución demográfica de Comun Nuovo entre 1861 y 2001 |
|                                                                   |
| Fuente ISTAT - elaboración gráfica de Wikipedia                   |